# Districtshuis van Deurne

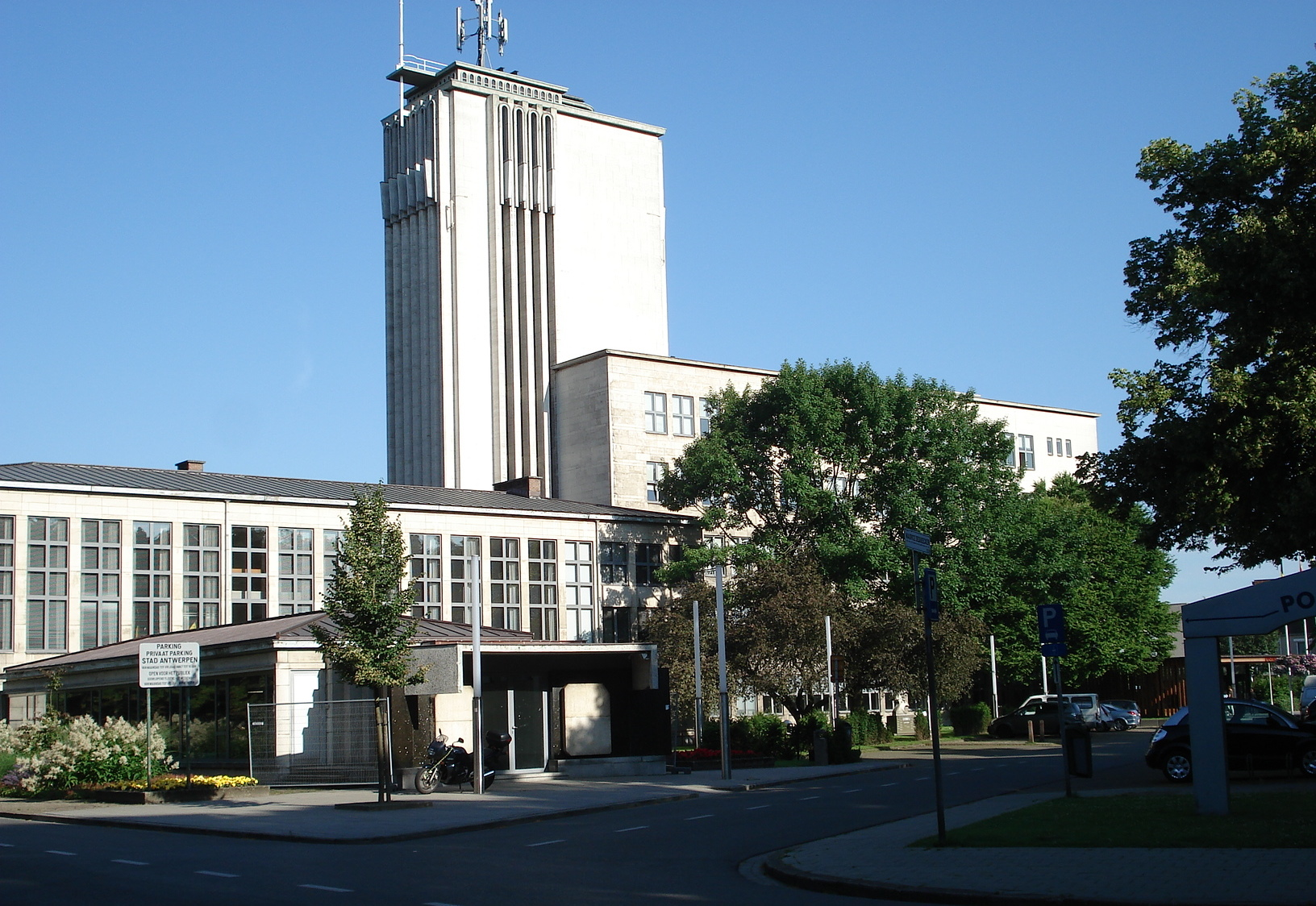
Districtshuis van Deurne

Het Districtshuis van Deurne is een gebouw in het district Deurne in de Belgische stad Antwerpen. Het gebouw staat aan het Maurice Dequeeckerplein. Ten zuiden van het districtshuis ligt het provinciaal domein Rivierenhof en ten oosten het Arboretum Rivierenhof.

## Geschiedenis
In 1880 werd het oude gemeentehuis opgetrokken dat in de jaren 1940 te klein was geworden. 
In 1947 werd architect Eduard Van Steenbergen aangesteld door de gemeenteraad om een nieuw gebouw te ontwerpen.
In 1952 overleed Van Steenbergen en werkte zijn zoon Edward Van Steenbergen de plannen verder uit.
In 1956 werd de eerste steen gelegd en in 1964 werd het gebouw ingehuldigd.

## Gebouw
Het gebouw is in modernistische stijl opgetrokken en heeft een representatieve vleugel, met een raadzaal en een trouwzaal, en een administratieve vleugel. Ook heeft het gebouw een 39 meter hoge toren.